# Frédéric Cottier
Frédéric Cottier, född den 5 februari 1954 i Neuilly-sur-Seine i Frankrike, är en fransk ryttare.
Han tog OS-brons i lagtävlingen i hoppning i samband med de olympiska ridsporttävlingarna 1988 i Seoul.